# Cugini di Campagna
Cugini di Campagna est un groupe de pop italien, originaire de Rome. Il est formé en 1970 et connu pour l'utilisation du  fausset et pour leur look excentrique, un croisement entre glam et kitsch.

## Biographie
Le groupe est formé à Rome en 1970, découvert par Gianni Meccia et Bruno Zambrini qui sont leurs producteurs jusqu'en 1981.
Le groupe obtient un succès d'estime avec son premier single Il ballo di Peppe, qui est lancé par le programme radiophonique Alto Gradimento. En 1973, le groupe atteint le succès la chanson Anima mia, suivie d'autres succès commerciaux jusqu'au début des années 1980,. Des covers de Anima Mia ont été faites par Dalida, Anni-Frid Lyngstad du groupe ABBA, Bobby Rydell, Claudio Baglioni.
Après une période difficile, la bande refait surface en 1997, grâce au RAI TV -show « Anima mia », dont le succès conduit à la redécouverte de leur chanson éponyme ; à partir de là les Cugini de Campagna produisent une série d'albums, contenant les versions réarrangés de leurs succès antérieurs, ainsi que de nouvelles chansons. 
En décembre 2014, le chanteur du groupe Nick Luciani, présent depuis 1994 annonce son départ en raison des différences irréconciliables avec le fondateur historique du groupe Ivano Michetti .

## Membres

### Membres actuels
- Ivano Michetti - (Rome, 11 février 1947) guitare, chœurs, basse (depuis 1970)
- Silvano Michetti - (Rome, 11 février 1947) batterie, percussions, programmation (depuis 1970)
- Daniel Colangeli - voix, clavier (depuis 2015)

### Anciens membres
- Flavio Paulin - (Trieste, 5 juillet 1948) basse, voix, guitare (1970-1977)
- Paul Manners - guitare, voix (1978-1985)
- Marco Occhetti (Kim) - voix (1986-1994)
- Nick Luciani - (Rome, 2 juin 1970) voix, clavier (1994-2014)
- Gianni Fiori - clavier (1970-1972)
- Giorgio Brandi - clavier (1973-1996)
- Luca Storelli - (Rome, 17 décembre 1967) clavier, chœurs (1997-2011)
- Tiziano Leonardi - (Civitavecchia, 17 mars 1984) claviers (1970-2014)

## Discographie
- 1970 - Il ballo di Peppe
- 1972 - Un letto e una coperta/L'uva è nera
- 1973 - Anima mia
- 1974 - Innamorata
- 1974 - Un'altra donna
- 1975 - 64 anni
- 1975 - Preghiera
- 1976 - È lei
- 1977 - Conchiglia bianca
- 1977 - Tu sei tu/Donna
- 1978 - Dentro l'anima
- 1979 - Meravigliosamente
- 1980 - No tu no
- 1981 - Valeria
- 1982 - Uomo mio
- 1985 - Che cavolo d'amore
- 1998 - Amor Mio
- 2002 - Vita della mia Vita
- 2006 - Sapessi quanto
- 2011 - Mi manchi tu